# Markus Persson
Markus Alexej Persson, noto anche come Notch o xNotch (Stoccolma, 1º giugno 1979), è un autore di videogiochi e imprenditore svedese.
Persson è stato il proprietario di Mojang, una compagnia di videogiochi fondata nel 2009 in cooperazione con Carl Manneh e Jakob Porser. Il principale motivo per cui ha fondato Mojang è stato per pubblicare il videogioco Minecraft, un gioco sandbox che ha guadagnato popolarità e supporto fin a partire dalla demo del 2009.
Dall'uscita di Minecraft, Persson ha guadagnato fama nell'industria videoludica, ha vinto più premi e stretto relazioni con alcune delle industrie più importanti. Persson è stato il designer principale di Minecraft fino alla pubblicazione ufficiale del gioco, avvenuta nel 2011, dopo la quale ha lasciato la posizione di autorità creativa a Jens Bergensten.
Il 15 settembre 2014 Markus Persson ha lasciato la Mojang in seguito all'acquisizione da parte di Microsoft per 2,5 miliardi di dollari. Microsoft si è in seguito dissociata da Persson a seguito di commenti controversi su argomenti come razza e genere pubblicati sul suo account Twitter.

## Biografia
Persson è nato nel quartiere di Farsta, a Stoccolma. Ha trascorso i primi sette anni della sua vita a Edsbyn, assieme a sua sorella Antonella Persson. Ha iniziato a programmare utilizzando un Commodore 128 all'età di sette anni e ha sviluppato il suo primo gioco all'età di 9, un'avventura testuale. Professionalmente ha lavorato come sviluppatore di giochi per la King.com per oltre 4 anni, fino al 2009. Dopo ha lavorato come programmatore alla Jalbum. È anche uno dei fondatori di Wurm Online sebbene non abbia lavorato molto su questo gioco. Fuori dal lavoro, ha creato sette giochi per competizione per il Java 4K Game Programming Contest come Left 4K Dead e Mega 4K Man. Ha anche preso parte alla Ludum Dare competition. È anche la figura centrale di un documentario sulla crescita di Minecraft e Mojang chiamato Minecraft: The Story of Mojang.

## Giochi

### Minecraft
La creazione più popolare di Persson è un gioco sandbox di sopravvivenza oppure avventura o costruzione chiamato Minecraft, distribuito il 18 novembre 2011. Lasciò il suo lavoro come sviluppatore di videogiochi per dedicarsi completamente a Minecraft, fino al suo completamento. Nei primi mesi del 2011 Mojang AB arrivò a vendere un milione di copie, fino raggiungere i sette milioni di copie vendute il 13 agosto 2012 e, il 7 aprile 2013, le dieci milioni di copie. Notch ha recentemente assunto alcuni nuovi membri nello staff di Minecraft, per poi lasciare lo sviluppo nelle mani del suo socio Jens Bergensten.

### Scrolls
Persson e Jakob Porser hanno coltivato l'idea per Scrolls includendo elementi dai giochi da tavolo e dai giochi di carte collezionabili. Il gioco è stato però sviluppato da Porser. Persson il 5 agosto 2011 ha annunciato su Tumblr che è stato citato da un avvocato svedese rappresentante la Bethesda Softworks per il copyright del nome Scrolls che era entrato in conflitto con la loro serie The Elder Scrolls. Il 17 agosto 2011 ha mandato una lettera alla Bethesda sfidandola ad un torneo di Quake 3 per decidere chi avrebbe potuto tenere il nome, ma Notch non ha mai ricevuto una risposta.

### 0x10c
Dopo la fine dello sviluppo di Minecraft, Persson ha iniziato la produzione di un alternate reality game ambientato nello spazio e in un futuro distante nel marzo 2012. Il giorno del pesce d'aprile (1º aprile) la Mojang ha lanciato un sito web satirico per Mars Effect (parodia di Mass Effect), ispirandosi alla causa con la Bethesda. Tuttavia gli elementi del gameplay rimasero gli stessi e il 4 aprile Mojang ha rivelato 0x10c come un gioco spaziale sandbox.
Nell'agosto 2013 si è diffusa la notizia dell'abbandono di questo titolo giudicato dallo stesso Persson, "privo di divertimento" e "poco coinvolgente"; da tempo l'autore parlava di una crisi creativa.

### Ludum Dare
Persson ha partecipato alla competizione dell'omonimo sito pubblicando vari giochi sviluppati in 48 ore.

### Breaking the Tower
Breaking the Tower è il gioco creato da Persson nella competizione Ludum Dare #12. Il gioco si svolge su una piccola isola dove il giocatore deve guadagnare risorse, costruire edifici e allenare i soldati per ordinar loro di distruggere la torre presente sull'isola, base dei nemici. Il gioco ha ricevuto una piccola attenzione dai blog e siti trattanti videogiochi.

### Metagun
Metagun è un gioco in 2D creato per il Ludum Dare #18.

### Prelude of the Chambered
Prelude of the Chambered è stato creato da Persson per il Ludum Dare #21. È un piccolo gioco scritto interamente in Java ed appartiene al genere dei dungeon crawler in prima persona. Un'ulteriore curiosità risiede nel motore di gioco, che si appoggia sulle librerie standard Java2D, sfruttando la tecnica del "raycasting" ed ottenendo una prospettiva simil-tridimensionale (2.5D).

### Minicraft
Minicraft è un gioco creato per il Ludum Dare #22 è un piccolo gioco top-down simile a The Legend of Zelda e influenzato da Minecraft. Anche questo scritto interamente in Java.

## Curiosità
- Markus si è aggiudicato su eBay una copia del rarissimo album di Aphex Twin Caustic Window, per la cifra di 46.300 dollari. Markus ha commentato su Twitter dichiarando: "So I kinda paid a lot for a double LP from the '90s.." ("Ho pagato un sacco per un doppio LP degli anni '90..").[4]
- The Elder Scrolls V: Skyrim presenta un piccone unico chiamato "Notched Pickaxe", che prende il nome dal nickname di Persson.
- È membro del Mensa.[5]